# Antestor
Antestor – zespół powstał w Jessheim w Norwegii w roku 1989 i posługiwał się na początku nazwą Crush Evil. W pierwszym składzie znaleźli się: Lars Stokstad, Kjetil Molnes oraz Erling Jorgensen, a już wkrótce za perkusją usiadł Tom W. Muzycznie zespół łączył elementy death, doom i thrash metalu. W roku 1991 - nadal pod nazwą Crush Evil - wydał swoje pierwsze demo zatytułowane The Defeat Of Satan (MC).

## Muzycy
| Obecny skład zespołu - Lars "Vemod" Stokstad - gitara, wokal wspierający, instrumenty klawiszowe (od 1993) - Stig "Erkebisp" Rolfsen - gitara (1995-1997, od 2015) - Ronny "Vrede" Hansen - wokal prowadzący (od 2000) - Jo Henning Børven - perkusja (od 2010) - Erik Normann Aanonsen - gitara basowa (od 2011) |  | Byli członkowie zespołu - Vegard "Gard" Undal - gitara basowa (1993-2004) - Svein "Armoth" Sander - perkusja (1993-2003) - Erling "Pilgrim" Jørgensen - gitara (1993-1995) - Kjetil "Martyr" Molnes - wokal prowadzący (1993-2000) - Ole Børud - gitara (1996-1997) - Morten Sigmund "Sygmoon" Magerøy - instrumenty klawiszowe (2000-2007) - Thor Georg Buer - gitara basowa, programowanie, gitara (2010-2012) - Robert Bordevik - gitara, wokal wspierający (2010-2015) - Nickolas Main Henriksen - instrumenty klawiszowe (2010-2013) |

## Dyskografia
- The Defeat of Satan (1991)
- Despair (1993, Strawberry Records)
- Martyrium (1994, Endtime Productions)
- The Return of the Black Death (1998, Cacophonous Records)
- The Defeat of Satan (2003, Momentum Scandinavia)
- Det Tapte Liv (EP) (2004, Endtime Productions)
- The Forsaken (2005, Endtime Productions)
- Omen (2012, Bombworks Records)